# Zacualpa
Zacualpa är en kommunhuvudort i Guatemala.   Den ligger i departementet Departamento del Quiché, i den centrala delen av landet, 60 km nordväst om huvudstaden Guatemala City. Zacualpa ligger 1 920 meter över havet och antalet invånare är 9 241.
Terrängen runt Zacualpa är kuperad åt sydväst, men åt nordost är den bergig. Runt Zacualpa är det ganska tätbefolkat, med 192 invånare per kvadratkilometer. Närmaste större samhälle är Joyabaj, 10,2 km söder om Zacualpa. I omgivningarna runt Zacualpa växer huvudsakligen savannskog.